# Blästad gård

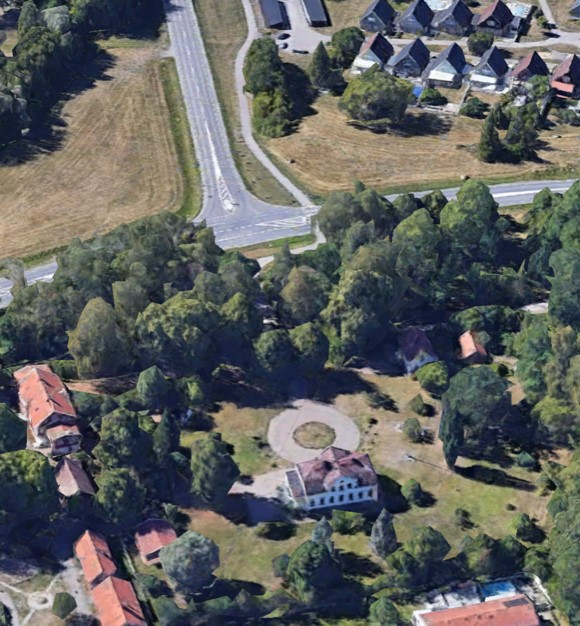
Blästad Gård 2023

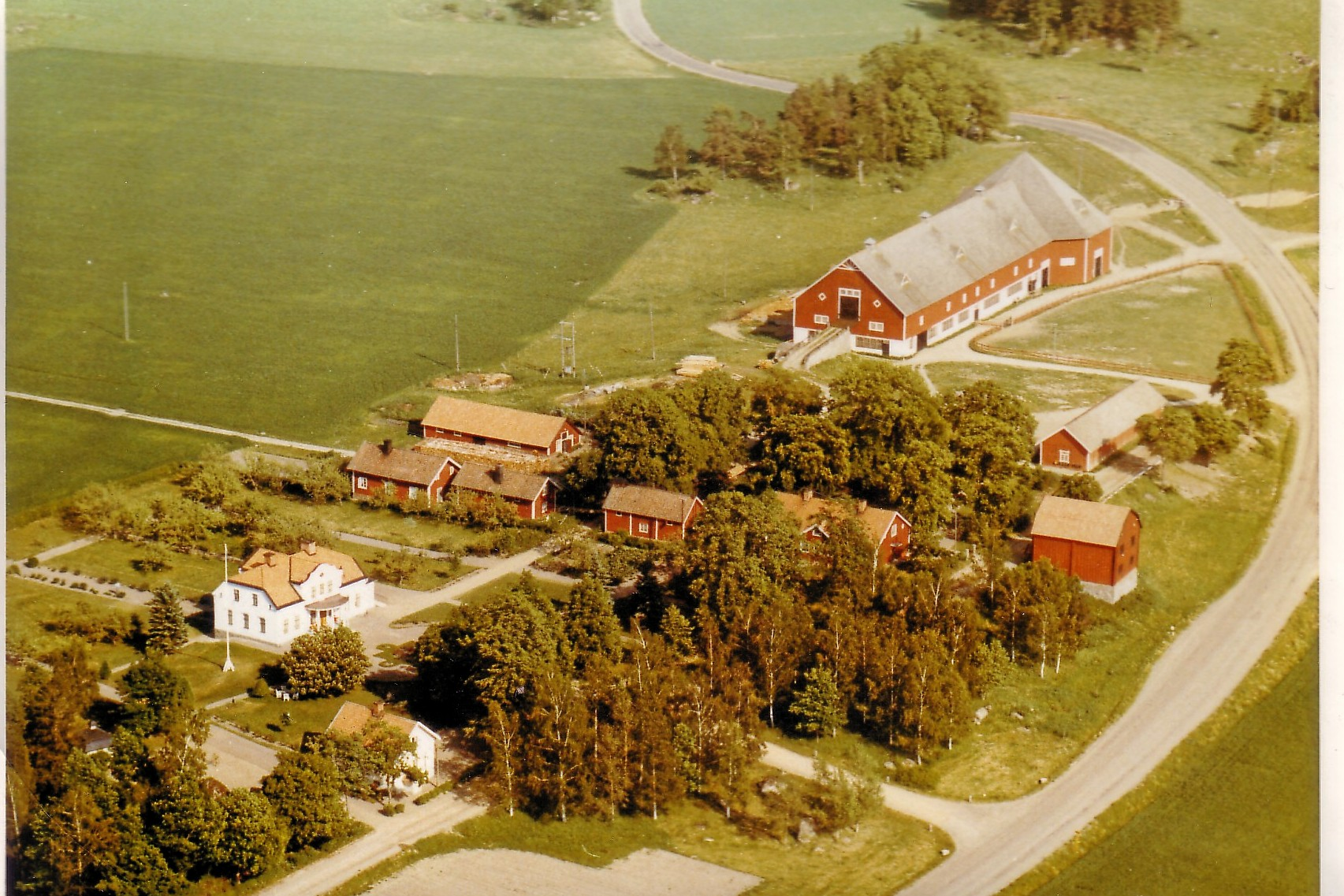
Blästad Gård 1970

Blästad gård är en herrgård i Landeryds socken i Linköpings kommun.

## Historia
Fornlämningar i markerna bekräftar att området varit bebyggt under perioden 500 f.Kr. till 1050 e.Kr. Blästad var sannolikt en by bestående av flera mindre gårdar redan under denna tid. Namnet Blästad (Bladghastadthum) omnämns första gången 1355 med ägaren Johan i Bladghastadthum och kommer sannolikt från förledet "blägd", vilket syftar på en terrängformation utskjutande i en sjö, samt slutledet -stadir i betydelsen husplats. Flera ägare finns dokumenterade från 1300-1400-talen såsom Jens (1371), Sixten i Blaghdhastaddher (1412), Karl i Blaidhastadum (1435) och Måns i Blästa (1596).
Gården ägdes 1629–1639 av köpmannen Peder Mattsson Stiernfelt, adlad 1629, och därefter av hans svärson biskopen Andreas Johannis Prytz.
Under 1700-talet dominerade familjen Eckerman under vilken tid bland andra författaren och journalisten Catharina Ahlgren, gift med ryttmästare Bengt Eckerman, bodde där. Hennes dotter, Charlotta Eckerman, föddes på gården. Charlotta Eckerman är känd som hertig Karls, sedermera kung Karl XIII, älskarinna före äktenskapet.

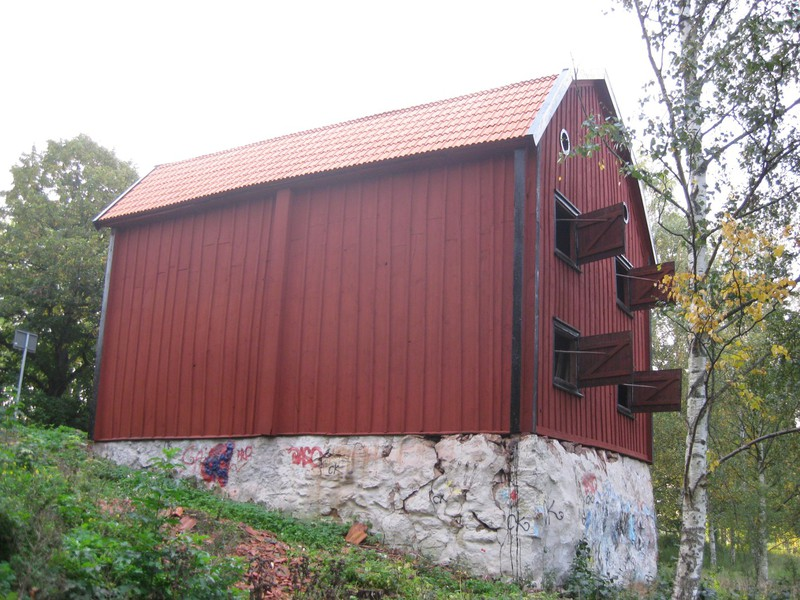
Blästad magasin

Sedan 1916 ägs och bebos gården av släkten efter godsägarparet Magnus och Wictoria Olai, som drev jordbruk tills gårdens jordbruksmark exproprierades av Linköpings kommun 1970. Flertalet byggnader finns bevarade. Den äldre, röda, mangårdsbyggnaden är från 1760-talet, och den nyare vita stenbyggnaden är från tidigt 1900-tal. Magasinet är mytomspunnet och kan var ett äldre bostadshus som flyttats från en annan gård i en gemensam sägen mellan familjerna Olai och Bielke.
På marken ligger idag stadsdelarna Ekholmen och Vidingsjö. Skogen ägs av Linköpings kommun och är idag naturreservat.